# USA i olympiska sommarspelen 1964
USA deltog i olympiska sommarspelen 1964 i Tokyo med 346 deltagare i nitton sporter. Totalt vann de trettiosex guldmedaljer, tjugonio silvermedaljer och tjugoåtta bronsmedaljer.

## Medaljer

### Guld
- Gary Anderson - Skytte, 300 meter gevär, tre positioner.
- Henry Carr - Friidrott, 200 meter.
- Ollan Cassell, Michael Larrabee, Ulis Williams och Henry Carr - Friidrott, 4 x 400 meter stafett.
- Rex Cawley - Friidrott, 400 meter häck.
- Stephen Clark, Mike Austin, Gary Ilman och Don Schollander - Simning, 4 x 100 m frisim.
- Stephen Clark, Roy Saari, Gary Ilman och Don Schollander - Simning, 4 x 200 m frisim.
- Paul Drayton, Gerry Ashworth, Richard Stebbins och Bob Hayes - Friidrott, 4 x 100 meter stafett.
- Virginia Duenkel - Simning, 400 m frisim.
- Cathy Ferguson - Simning, 100 m ryggsim.
- Cathy Ferguson, Cynthia Goyette, Sharon Stouder och Kathleen Ellis - Simning, 4 x 100 m medley.
- Joe Frazier - Boxning, tungvikt.
- Jed Graef - Simning, 200 m ryggsim.
- Fred Hansen - Friidrott, stavhopp.
- Bob Hayes - Friidrott, 100 meter.
- Hayes Jones - Friidrott, 110 meter häck.
- Michael Larrabee - Friidrott, 400 meter.
- Dallas Long - Friidrott, kulstötning.
- Harold Mann, William Craig, Fred Schmidt och Stephen Clark - Simning, 4 x 100 m medley.
- Edith McGuire - Friidrott, 200 meter.
- Billy Mills - Friidrott, 400 meter.
- Bob Schul - Friidrott, 10000 meter.
- Don Schollander - Simning, 100 m frisim.
- Don Schollander - Simning, 400 m frisim.
- Sharon Stouder - Simning, 100 m fjäril.
- Sharon Stouder, Donna de Varona, Lillian Watson och Kathleen Ellis - Simning, 4 x 100 m frisim.
- Wyomia Tyus - Friidrott, 100 meter.
- Al Oerter - Friidrott, Diskus.
- Donna de Varona - Simning, 400 m medley.
- Lones Wigger - Skytte, 50 meter gevär, tre positioner.

### Silver
- Peter Barrett - Segling, finnjolle.
- Isaac Berger - Tyngdlyftning, 60 kg.
- Ralph Boston - Friidrott, längdhopp.
- Jeanne Collier - Simhopp, svikt.
- Seymour Cromwell och James Storm - Rodd, dubbelsculler.
- Gary Dilley - Simning, 200 m ryggsim.
- Paul Drayton - Friidrott, 200 meter.
- Sharon Finneran - Simning, 400 m medley.
- Francine Fox och Glorianne Perrier - Kanotsport, K-2 500 meter.
- Frank Gorman - Simhopp, svikt.
- Frank Green - Skytte, fripistol.
- Claudia Kolb - Simning, 200 m bröstsim.
- Blaine Lindgren - Friidrott, 110 meter häck.
- Randy Matson - Friidrott, kulstötning.
- Edith McGuire - Friidrott, 100 meter.
- James Moore, David Kirkwood och Paul Pesthy - Modern femkamp, lag.
- John Nelson - Simning, 1500 m frisim.
- Lana du Pont, Michael Page, Michael Plumb och Kevin Freeman - Ridsport, fälttävlan.
- Marilyn Ramenofsky - Simning, 400 m frisim.
- Carl Robie - Simning, 200 m fjäril.
- Roy Saari - Simning, 400 m medley.
- Richard Stearns och Lynn Williams - Segling, starbåt.
- Sharon Stouder - Simning, 100 m frisim.
- John Thomas - Friidrott, höjdhopp.
- Willye White, Wyomia Tyus, Marilyn White och Edith McGuire - Friidrott, 4 x 100 meter stafett.
- Lones Wigger - Skytte, 50 meter gevär, liggande.

### Brons
- Daniel Brand - Brottning, fristil, mellanvikt.
- James Bregman - Judo, mellanvikt.
- Charles Brown - Boxning, fjädervikt.
- Robert Carmody - Boxning, flugvikt.
- Bill Dellinger - Friidrott, 5 000 meter.
- Virginia Duenkel - Simning, 100 m ryggsim.
- Kathleen Ellis - Simning, 100 m frisim.
- Kathleen Ellis - Simning, 100 m fjäril.
- Tom Gompf - Simhopp, höga hopp.
- Ronald Allen Harris - Boxning, lättvikt.
- Marcia Jones-Smoke - Kanotsport, K-1 500 meter.
- John J. McNamara, Joseph Batchelder och Francis Scully - Segling, 5,5 m.
- Lowell North, Richard Deaver och Charles Rogers - Segling, Drake.
- Geoffrey Picard, Dick Lyon, Ted Mittet och Ted Nash - Rodd, fyra utan styrman.
- John Rambo - Friidrott, höjdhopp.
- Martha Randall - Simning, 400 m medley.
- Fred Schmidt - Simning, 400 m frisim.
- Terri Stickles - Simning, 400 m frisim.
- Dave Weill - Friidrott, diskuskastning.
- Patsy Willard - Simhopp, svikt.